# شيلا بلاك
شيلا بلاك (بالإنجليزية: Sheila Black)‏ هي كاتِبة وشاعرة أمريكية، ولدت في 2 مارس 1961.